# Bhinai
Bhinai fou un estat tributari protegit del tipus istimrari, dependent de Jodhpur, format per 84 pobles. Fou fundat per Rao Agar Sen, el fill jove de Rao Chandrasen de Marwar o Jodhpur.

## Llista de sobirans
- Rao AGAR SEN
- Rao KARAN SEN (fill)
- Thakur SHYAM SINGH (fill)
- Thakur UDAIBHAN SINGH I (fill)
- Thakur KESRI SINGH (fill)
- Thakur JAGAT SINGH (fill)
- Thakur BAKHT SINGH (fill)
- Thakur SALIM SINGH (fill)
- Thakur DALEL SINGH (fill)
- Raja UDAIBHAN SINGH II (fil) vers 1800 (raja 1783)
- Raja SURAJBHAN SINGH (fill)
- Raja BALWANT SINGH (fill)
- Raja ZORAWAR SINGH (germà) vers 1850
- Raja MANGAL SINGH Bahadur (fill) ?-1892
- Raja UDAIBHAN SINGH III (fill) 1892- ?
- Raja SARDUL SINGH (germà)
- Raja JAGMAL SINGH (adoptat)
- Raja KALYAN SINGH (fill) vers 1930-1956